# Takuya Miyamoto (1999)
Takuya Miyamoto (宮本 拓弥 Miyamoto Takuya?, nacido el 21 de mayo de 1993 en Chiba) es un futbolista japonés que se desempeña como delantero.

## Trayectoria

### Clubes
| Club           | País  | Año    |
| -------------- | ----- | ------ |
| Mito HollyHock | Japón | 2016 - |

## Estadística de carrera

### J. League
| Club           | Año   | J. League | J. League | Copa J. League | Copa J. League | Total | Total |
| Club           | Año   | Part.     | Goles     | Part.          | Goles          | Part. | Goles |
| -------------- | ----- | --------- | --------- | -------------- | -------------- | ----- | ----- |
| Mito HollyHock | 2016  | 16        | 2         | -              | -              | 16    | 2     |
| Mito HollyHock | 2017  | 6         | 0         | -              | -              | 6     | 0     |
| Total          | Total | 22        | 2         | 0              | 0              | 22    | 2     |